# 黒部市立東布施小学校
黒部市立東布施小学校（くろべしりつ ひがしふせしょうがっこう）は、富山県黒部市釈迦堂にかつて存在した公立小学校。

## 概要
通学区域は黒部市東布施地区。
敷地面積は11,372m2、校舎は鉄筋コンクリート造3階建てで建築面積1,079m2、延床面積2,528m2、屋内体育館は鉄筋コンクリート造2階建てで建築面積679m2、延床面積669m2。この他、グラウンド、プールも設けられていた。

## 沿革
- 1973年（昭和48年）
  - 4月1日 - 尾山・田籾両校統合。東布施小学校発足[2]。
  - 10月 - 校舎竣工[1]。
  - 11月1日 - 新校舎に移転[2]。
- 1974年（昭和49年）10月 - 全日本よい歯の学校表彰を受賞。
- 1975年（昭和50年）
  - 2月 - 屋内体育館竣工[1]。
  - 3月 - 校舎落成式挙行[3]。
  - 7月 - 学校プール竣工[3]。
- 1976年（昭和51年）
  - 5月 - 自然観察コース完成[3]。
  - 10月 - グラウンドのスタンド設置[3]。
- 1977年（昭和52年）
  - 3月23日 - 嘉例沢冬季分校開校[4]。
  - 10月 - 花壇設置[3]。
- 1978年（昭和53年）1月 - ランチルーム開設[3]。
- 1979年（昭和54年）5月 - 花とみどりの少年団結成。
- 1980年（昭和55年）5月 - スキー山およびロープウェイ設置[4]、「たいよう賞」受賞を開始。
- 1984年（昭和59年）8月 - グラウンド防球ネット設置[4]。
- 1986年（昭和61年）3月 - 富山県善意銀行より「たいよう賞」運動を受賞。
- 1988年（昭和63年）12月 - ランチルーム（265.72m2）完成[3]。創校15周年記念学習発表会。
- 1994年（平成6年）11月 - 富山県学校給食優良学校、富山県健康推薦学校を受賞。
- 2005年（平成17年）
  - 5月 - 東布施小学校民謡クラブ、春季善行表彰（社団法人「日本善行会」）。
  - 7月〜11月 - 耐震改修工事。
  - 10月 - 「花とみどりの少年団」全国表彰。
- 2006年（平成18年）5月 - 校舎の一部を使って学童保育開始。
- 2007年（平成19年）5月 - 「花とみどりの少年団」第8回とやま森の祭典で表彰。
- 2008年（平成20年）9月 - 東布施児童クラブが、中日新聞社中日子ども会から「中部日本優良子ども会」表彰。
- 2010年（平成22年）3月 - デジタルテレビ放送対応工事。
- 2014年（平成26年）
  - 3月31日 - 閉校。
  - 4月1日 - 同時に閉校した田家小と共に新設の「黒部市立たかせ小学校」に統合される。

## 周辺
- 富山県道125号福平石田線
- 布施川
- 布施川ダム